# ミエと良子のおしゃべり泥棒
『ミエと良子のおしゃべり泥棒』（ミエとりょうこのおしゃべりどろぼう）は、1980年4月18日から1987年3月27日までテレビ東京（1981年9月までは東京12チャンネル）で放送されたトーク番組である。

## 概要
中尾ミエと森山良子が司会を務めた番組で、毎回彼女たちが男性ゲストを迎えてトークを繰り広げていた。それまでのトーク番組はゲストのプライベートにはあまり踏み込まないお飾りトークがメインであったが、この番組ではゲストのプライベートから趣味嗜好までをも深く掘り下げていたのが特徴で、女性遍歴や初体験の話、風俗経験の話や嫌いな芸能人の話など、一歩足を踏み込んだ際どいトークを展開していた。主に中尾がゲストに対して深く突っ込んでいき、それを森山が宥めたり、さらに突っ込んだりすることでトークを深めていった。ゲストのプライベートに踏み込み、本音を聞き出していくこの手法は、後に様々なトーク番組に影響を与えることになった。テーブルには酒（主にウィスキーやブランデーなどの洋酒）が用意されており、2人が酔った勢いでゲストに際どい事を聞いたり、酔ってテンションが上がったゲストから爆弾発言が出たりすることも多かった。
現在のテレビ東京とは違って完全に東京ローカル局、NHKや先発4局と比べて明らかに格下という扱いをされていた東京12チャンネルであったが、ゲストは非常に多彩で豪華であり、超一流俳優から人気の若手芸人、作家、現役スポーツ選手と幅広かった。放送第1回目のゲストは勝新太郎だった。
番組開始以来長らくヤマギワの一社提供だった。

## 放送時間
いずれもJST、テレビ東京での放送時間。
- 金曜 22時00分 - 22時30分（1980年4月 - 1983年9月）
- 土曜 22時00分 - 22時30分（1983年10月1日 - 1986年9月27日）
- 金曜 22時30分 - 23時00分（1986年10月3日 - 1987年3月27日）

## 出演者
- 中尾ミエ[1]
- 森山良子[1]

## 構成
セットは高級マンションの一室のような造りで、手前はテーブルに椅子が2つ並んだエリアで、奥はソファーが並んだエリアとなっていた。オープニングおよびエンディングトークは椅子の席で、ゲストとのトークはソファーの席で行っていた。
オープニングでは、中尾と森山のフリートークと視聴者からのお便りの紹介、そしてその日のゲストの触り紹介を行っていた。チャイムが鳴り、ゲストが玄関のドアを開けて登場すると、中尾たちが歌うオープニングテーマが流れ、CM移行前に提供クレジットが表示された。
CM明けにはソファー席へ移動し、ゲストとのトークがスタート。合間には、視聴者からのお便りなどの紹介を行っていた。ゲストが中尾たちへの土産を持参してくるのも恒例となっており、このゲストがMCに対して土産を持ってくるという演出は、後にスタートする『森田一義アワー 笑っていいとも!』のテレフォンショッキングや『さんまのまんま』、『とんねるずのみなさんのおかげでした』の食わず嫌い王決定戦などでも定番となった。
エンディングでは、中尾たちが遠くのソファー席にゲストを残した状態でまとめのトークを行った後、スタッフロールが流れて終了するというのが主な流れだった。

## テーマ曲
- 歌：中尾ミエ&森山良子
- 作詞：山川啓介、作曲：前田憲男

## スタッフ
- 構成：山崎博史
- ピアノ演奏：宮浦章啓
- プロデューサー：大竹彰
- ディレクター：小西敬太郎
- 製作著作：テレビ東京

## ネット局
- 東京12チャンネル→テレビ東京（製作局）
- 北海道文化放送（金曜 0:05 - 0:35（木曜深夜、1981年4月3日 - 9月25日） → 日曜 0:35 - 1:05（土曜深夜、1981年10月4日 - 1983年3月27日） → 日曜 0:45 - 1:15（土曜深夜、1983年4月10日 - 1984年9月30日） → 月曜 0:50 - 1:20（日曜深夜、1984年10月8日 - 1987年3月30日） → 月曜 0:55 - 1:25（日曜深夜、1987年4月6日 - 7月20日[2]））[3]
- 岩手放送：水曜 14:30 - 15:00[4]
- 秋田テレビ：火曜（月曜深夜）0:15 - 0:45[5]
- 山形テレビ：水曜（火曜深夜）0:10 - 0:40[6]
- 仙台放送：水曜（火曜深夜）0:15 - 0:45[7]
- 福島中央テレビ：日曜 22:30 - 23:00[7]
- 新潟放送：金曜（木曜深夜）0:05 - 0:35[8]
- 長野放送：日曜 23:00 - 23:30（1981年4月5日～1987年4月26日[9]）
- テレビ静岡：水曜（火曜深夜）0:10 - 0:40[10]
- 富山テレビ：水曜10:00 - 10:30（1980年10月1日放送開始当初）[11] → 土曜 23:00 - 23:30（1983年10月時点）[12]
- 石川テレビ：土曜 8:00 - 8:30[13] → 火曜（月曜深夜）0:10 - 0:40[14]
- 福井テレビ：水曜（火曜深夜）0:10 - 0:40[14]
- 東海テレビ - 『ミュージックフェア』が塩野義製薬の都合でネット非対象となった際には、同番組の枠で放送。
  - →テレビ愛知 - 1983年9月開局から
  - 岐阜放送（同時ネット）
  - 三重テレビ（同時ネット）
- 近畿放送：土曜 21:30 - 22:00（1983年9月時点）[15]
- サンテレビ→テレビ大阪 - 1982年3月開局から
- テレビ和歌山：土曜 22:00 - 22:30（1983年9月時点）[16]
- テレビ新広島：金曜（木曜深夜）0:05 - 0:35[17]
- テレビ岡山：日曜（土曜深夜）0:35 - 1:05（1983年9月まで）[18] → 金曜（木曜深夜）0:00 - 0:30（1983年10月から）[17]
  - → テレビせとうち
- 日本海テレビ：日曜 23:00 - 23:30／日曜（土曜深夜）0:50 - 1:20（1983年9月時点）[19]
- 山口放送：土曜 23:00 - 23:30[20]
- テレビ愛媛：火曜（月曜深夜）0:10 - 0:40[20]
- RKB毎日放送：月曜（日曜深夜）0:10 - 0:40／木曜 23:50 - 0:20（1983年9月時点）[21]
- テレビ長崎：火曜（月曜深夜）0:15 - 0:45[21]
- 大分放送：月曜（日曜深夜）0:05 - 0:35[20]
- テレビ熊本：土曜 23:00 - 23:30／木曜（水曜深夜）0:10 - 0:40（1983年9月時点）[21]
- 沖縄テレビ：火曜（月曜深夜）0:10 - 0:40[22]
- ほか

## リメーク版
この番組終了から27年後の2014年8月9日に「ミエと良子のおしゃべり泥棒RETURNS」と題した2時間の単発特番が、BSジャパンで放映された。以後、半年ごとに新作が放送されている（新作の放送直前、以前の番組が再放送されている）。3人のゲスト（80年代の放送時に出演した者もいる）を迎え新しく収録したトークを中心に、80年代の傑作トークを交えて放送される。新収録分では、以前と同様にゲストと酒を酌み交わしながら、きわどいトークを展開する。テレビ東京とBSジャパンの共同製作、製作協力はEAST ENTERTAINMENT。
- 第1回 - 2014年8月9日。ゲスト：武田鉄矢、マツコ・デラックス、斎藤工
- 第2回 - 2015年2月6日。ゲスト：南こうせつ、太田光（爆笑問題）、市村正親
- 第3回 - 2015年8月8日。ゲスト：中村獅童、坂上忍、新垣隆